# Novátor (Krasnodar)
Novátor (del ruso: Новатор) es un jútor del raión de Yeisk del krai de Krasnodar, en Rusia. Está situado en las tierras bajas de Kubán-Azov, en la península de Yeisk, 16 km al sur de Yeisk y 180 km al noroeste de Krasnodar, la capital del krai. Tenía 81 habitantes en 2010
Pertenece al municipio Krasnoarméiskoye.

## Historia
La localidad fue registrada el 22 de agosto de 1952.